# Higher Walton (Lancashire)
Higher Walton – wieś w Anglii, w hrabstwie Lancashire, w dystrykcie South Ribble. Leży 42 km na północny zachód od miasta Manchester i 301 km na północny zachód od Londynu. W 2001 miejscowość liczyła 5380 mieszkańców.